# Frank Borzage

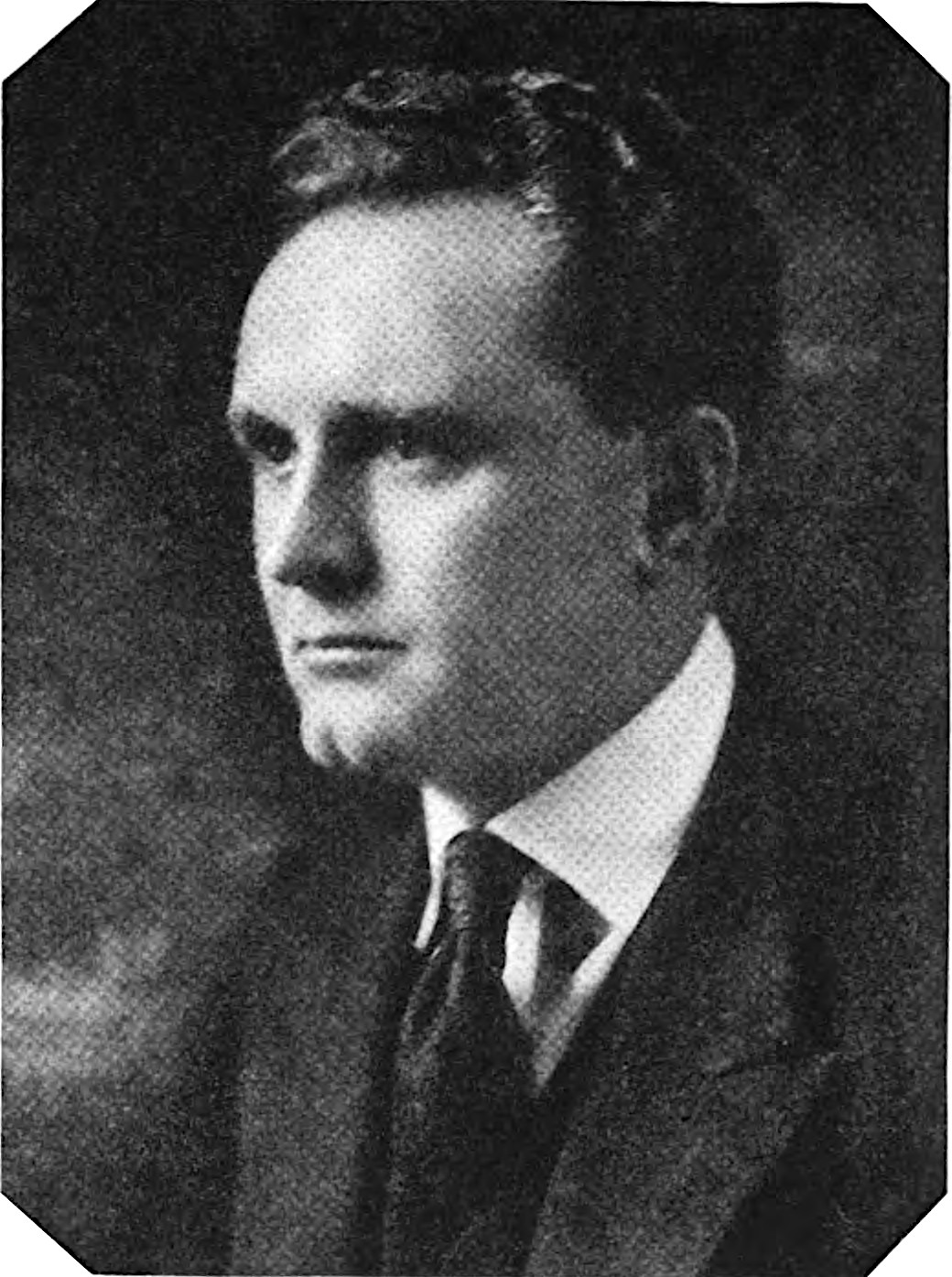
Frank Borzage (1920)

Frank Borzage (* 23. April 1893 in Salt Lake City, Utah; † 19. Juni 1962 in Hollywood, Kalifornien) war ein US-amerikanischer Filmregisseur. Für Das Glück in der Mansarde und Bad Girl wurde er jeweils mit dem Oscar für die beste Regie ausgezeichnet. Die Thematik der Liebe mit ihren vielfältigen Auswirkungen steht in vielen seiner Filme im Mittelpunkt.

## Leben
Borzage begann bereits 1912 seine Arbeit in Hollywood als Schauspieler. Seinen ersten Film als Regisseur drehte er 1913. Als solcher fortan viel beschäftigt, wurde er jedoch erst 1927 praktisch über Nacht bekannt und zum bedeutendsten Regisseur der alten Fox-Studios: Grund war die erfolgreiche Romanze Seventh Heaven, die Janet Gaynor und Charles Farrell als Leinwandpaar etablierte und ihnen den Titel „America’s Favorite Lovebirds“ eintrug. Der Film enthielt alle Elemente, die für seine späteren Filme charakteristisch waren: die nahtlose Mischung aus Sentimentalität und Romantik, realistische Elemente aus dem Leben der „kleinen Leute“ und viel Gefühl. Er wurde auf der Oscarverleihung 1929 für diesen Film mit dem ersten Oscar für die beste Regie ausgezeichnet. Nur bei dieser Oscarverleihung gab es zwei Regie-Oscars, einen für die beste Komödie und einen für das beste Drama. Borzage ist damit der einzige Regisseur, der den Oscar für die beste Regie eines Dramas erhielt. Auf der Oscarverleihung 1932 wurde er für seine Regie von Bad Girl mit seinem zweiten Oscar ausgezeichnet.
In der Folgezeit wurde Borzage für seine oft sentimentalen, aber nie ins Kitschige abgleitenden Filme bekannt, sodass er besonders häufig mit weiblichen Topstars zusammenarbeitete. Die Hemingway-Verfilmung A Farewell to Arms aus dem Jahr 1932 profitierte von der intensiven Darstellung von Helen Hayes, und Man’s Castle war eine lyrisch erzählte Geschichte um ein junges Mädchen, das ungewollt schwanger wird und mit dem Freund das „kleine Glück“ in einer Baracke am Stadtrand findet. Loretta Young und Spencer Tracy boten überzeugende Darstellungen und wurden auch privat ein Paar. Zwei Filme mit Kay Francis aus dem Jahr 1935 fassten exemplarisch die Qualitäten von Borzage als Regisseur zusammen. Living on Velvet, die Geschichte eines Piloten mit enormen Schuldgefühlen, der für den Tod seiner Eltern und seiner Schwester verantwortlich ist, und einer geduldigen Frau, beleuchtet die fast mystische Art der Beziehung zwischen den Liebenden, die sich auf einer geistigen Ebene gefunden haben, die weit über die rein körperliche Anziehung hinausgeht. Romantik und ein lyrisch-poetischer Erzählstil helfen, die Geschichte um Sühne und Vergebung nicht ins Sentimentale abdriften zu lassen. In Stranded aus demselben Jahr wird Kay Francis als hart arbeitende Frau gezeigt, die auch nach der Eheschließung weiter in ihrem Beruf tätig ist – eine große Ausnahme in den Filmen der Zeit.
Auch andere Schauspielerinnen profitierten von der Zusammenarbeit mit Frank Borzage. Jean Arthur bot in … und ewig siegt die Liebe aus dem Jahr 1937 eine eindringliche Darstellung einer unterdrückten, reichen Ehefrau, die durch die Liebe zu einem Kellner Glück und Erfüllung findet. Margaret Sullavan gab 1938 unter seiner Regie in Three Comrades, recht frei nach dem Roman Drei Kameraden von Erich Maria Remarque, eine ihrer besten Leistungen. Joan Crawford führte er in den drei gemeinsamen Filmen Mannequin, Brennendes Feuer der Leidenschaft und Die wunderbare Rettung zu exzellenten Darstellungen. 1940 drehte Borzage mit Tödlicher Sturm einen der ersten Hollywood-Filme, die sich offen und kritisch mit dem Nationalsozialismus beschäftigten. Bereits mit seinen Filmen Little Man, What Now? nach Hans Falladas Roman Kleiner Mann – was nun? von 1934 und Three Comrades hatte er sich mit der Situation in Deutschland auseinandergesetzt.
In den 1940er-Jahren begann das Prestige seiner Filme langsam zu schwinden. Ein Wendepunkt in Borzages Karriere war 1948 Erbe des Henkers, der nicht den erhofften Erfolg brachte und erst in späteren Jahrzehnten zu Ansehen kam. Erbe des Henkers zeigt als Hauptfigur einen Mörder, der durch die Liebe zu einer Frau seine Schuld erkennt und schließlich seine Tat eingesteht. Borzage entfremdete sich zunehmend von Hollywood und kämpfte gegen ein Alkoholproblem an. Erst 1955 begann er, wieder als Regisseur zu arbeiten. Er inszenierte anschließend für das Fernsehen und drehte 1958 mit China Doll und Der Fischer von Galiläa von 1959 seine letzten Kinofilme. Bei seinem nächsten Filmprojekt Die Herrin von Atlantis war er bereits so krank, dass er die Regie während der Dreharbeiten an Edgar G. Ulmer abgeben musste.
Frank Borzage war zweimal verheiratet, beide Ehen wurden geschieden. Er starb im Juni 1962 im Alter von 69 Jahren an einer Krebserkrankung. Ein Stern auf dem Hollywood Walk of Fame, Höhe 6300 Hollywood Blvd., erinnert an ihn.

## Stil und Rezeption
In den späten 1920er- und 1930er-Jahren war Borzage einer der renommiertesten Regisseure Hollywoods. In einer Umfrage unter seinen Regiekollegen wurde er etwa 1928 vor King Vidor und Ernst Lubitsch zum größten Filmschaffenden gewählt. Sein Werk geriet allerdings bald zumindest bei der breiten Öffentlichkeit in Vergessenheit und er wurde manchmal als Regisseur „veralteter, ultraromantischer Melodramen“ abgetan. In späteren Jahrzehnten beschäftigten sich auch einige Filmwissenschaftler mit Borzage und zeigten sich fasziniert – ab den 1990er-Jahren setzte so eine langsame Wiederentdeckung ein. Der Filmhistoriker Hervé Dumont fasste die Botschaft des Regisseurs in vielen seiner Filme wie folgt zusammen:

„[Die Filme] schildern nichts anderes als das Aufkeimen einer Zuneigung, die Suche nach Authentizität, einen inneren Werdegang. Der Poet der liebenden Intimität ist geboren und sein Stoff gefunden: Ein Mann und eine Frau, beides scheinbar hoffnungslose Einzelgänger, Außenseiter, ja sogar Deserteure, überwinden ihre egozentrischen Triebe, um sich im Lauf mehrerer Lebensprüfungen – ob Krieg, Krankheit oder Armut – gegenseitig aufzuwerten. Sie werden gefestigt durch ihre Liebe zueinander. Eine uneingeschränkte, betont unbürgerliche Liebe, die zugleich Objekt und Subjekt von Borzages ganzer Filmographie ist und je nach Story die Zeit, den Raum, möglicherweise den Tod transzendiert.“

Kent Jones schrieb 1997 in Film Comment, Borzage sei ein „Hollywood-Melodramatist“ gewesen, der wenig Interesse am alltäglichen Leben gefunden, sondern eher mit Abstraktionen gearbeitet habe. Zugleich sei Borzage einer der wenigen Hollywood-Regisseure mit einem philosophischen Ausblick aufs Leben gewesen: „Wenn eine Figur in einem Film von Borzage sieht, ist es oft eine Art von Sehen durch die objektive Realität in eine ultimative Realität der himmlischen Harmonie“. Die Liebe sei bei Borzage stets „Sicherheit“ und „übermenschliche Existenz“.

## Filmografie (Auswahl)
Als Regisseur
- 1913: The Mystery of Yellow Aster Mine (Kurzfilm)
- 1920: Humoresque
- 1924: Das Geheimnis der Liebe (Secrets)
- 1925: Lazybones
- 1925: Der Familienskandal (The Circle)
- 1927: Im siebenten Himmel (Seventh Heaven)
- 1928: Engel der Straße (Street Angel)
- 1929: Die erste Frau im Leben (The River)
- 1929: Das siebte Gebot (Lucky Star)
- 1929: They Had to See Paris
- 1931: Bad Girl
- 1932: Young America
- 1932: In einem anderen Land (A Farewell to Arms)
- 1932: After Tomorrow
- 1933: Secrets
- 1933: Man’s Castle
- 1934: Little Man, What Now?
- 1934: Die Jungen der Paulstraße (No Greater Glory)
- 1934: Liebeskadetten (Flirtation Walk)
- 1935: Ehe um jeden Preis (Living on Velvet)
- 1935: Der Jazzkadett (Shipmates Forever)
- 1935: Stranded
- 1936: Hearts Divided
- 1936: Perlen zum Glück (Desire)
- 1937: … und ewig siegt die Liebe (History Is Made at Night)
- 1937: Die große Stadt (Big City)
- 1938: Mannequin
- 1938: Brennendes Feuer der Leidenschaft (The Shining Hour)
- 1938: Three Comrades
- 1940: Tödlicher Sturm (The Mortal Storm)
- 1940: Die wunderbare Rettung (Strange Cargo)
- 1940: Flight Command
- 1941: Im Banne der Vergangenheit (Smilin’ Through)
- 1942: The Vanishing Virginian
- 1943: Stage Door Canteen
- 1943: Die Stubenfee (His Butler's Sister)
- 1944: Till We Meet Again
- 1945: Die Seeteufel von Cartagena (The Spanish Main)
- 1946: Ich hab dich immer geliebt (I’ve Always Loved You)
- 1946: Die wunderbare Puppe (Magnificent Doll)
- 1948: Erbe des Henkers (Moonrise)
- 1958: China Doll
- 1959: Der Fischer von Galiläa (The Big Fisherman)
- 1961: Die Herrin von Atlantis (Antinea, l’amante della città sepolta)

## Auszeichnungen
- 1928: Kinema-Jumpō-Preis in der Kategorie Bester fremdsprachiger Film für Das Glück in der Mansarde
- 1929: Oscar in der Kategorie Beste Regie – Drama für Das Glück in der Mansarde
- 1932: Oscar in der Kategorie Beste Regie für Bad Girl
- 1961: Directors Guild of America Award für das Lebenswerk